# Goreljek
Goreljek – wieś w Słowenii, w gminie Bohinj. W 2018 roku liczyła 8 mieszkańców.